# Kurt Pohnke
Kurt Pohnke (* 28. November 1925) ist ein ehemaliger deutscher Fußballspieler.

## Karriere

### SpVgg Erkenschwick
Pohnke kam in der Saison 1948/49 als Abwehrspieler für die SpVgg Erkenschwick in der Oberliga West, in einer von fünf Staffeln als höchste deutsche Spielklasse, zum Einsatz. Sein Debüt gab er am 6. März 1949 (20. Spieltag) bei der 2:3-Niederlage im Heimspiel gegen den STV Horst-Emscher. Er bestritt sechs Punktspiele und schloss die Saison mit der Mannschaft als Neuntplatzierter ab.

### Preußen Münster
Von 1949 bis 1957 spielte er dann für den Ligakonkurrenten Preußen Münster, für den er am 4. September 1949 (1. Spieltag) beim 5:1-Sieg im Heimspiel gegen Arminia Bielefeld debütierte und in seiner Premierensaison alle 30 Punktspiele bestritt.
In der Folgesaison trug er mit 29 Punktspielen zur besten Platzierung des Vereins in der Oberliga West bei. Als Zweitplatzierter mit einem Punkt Abstand hinter dem Westdeutschen Meister FC Schalke 04, qualifizierte sich die Mannschaft für die Endrunde um die Deutsche Meisterschaft. In der in zwei Gruppen ausgetragenen Meisterschaft, bestritt er alle sechs Spiele der Gruppe 2, die punktgleich mit dem 1. FC Nürnberg abgeschlossen wurde; der bessere Torquotient gab letztendlich den Ausschlag für die Teilnahme am Finale. Das am 30. Juni 1951 im Berliner Olympiastadion vor 80.000 Zuschauern gegen den 1. FC Kaiserslautern ausgetragene Finale wurde trotz der 1:0-Führung durch Felix Gerritzen in der 47. Minute noch mit 1:2 durch die beiden von Ottmar Walter in der 61. und 74. Minute erzielten Tore verloren; es ist der bis heute größte sportliche Erfolg, den eine Mannschaft von Preußen Münster erzielte. Für Preußen Münster bestritt er am 17. August 1952 sein einziges Spiel im Wettbewerb um den DFB-Pokal. Mit der 3:5-Niederlage nach Verlängerung gegen den VfB Mühlburg schied er mit seiner Mannschaft bereits in der 1. Runde aus dem Wettbewerb aus. In seiner letzten Saison bestritt er lediglich drei seiner insgesamt 170 Punktspiele für Preußen Münster; sein letztes fand am 28. Oktober 1956 (11. Spieltag) im Gelsenkirchener Parkstadion statt und endete mit der 1:5-Niederlage gegen den FC Schalke 04.

## Erfolge
- Zweiter der Deutschen Meisterschaft 1951